# 金子郁容
金子 郁容（かねこ いくよう、1948年11月22日 - ）は、日本の工学者。学位は、Ph.D.（スタンフォード大学）。明治大学経営学部特任講師、慶應義塾大学名誉教授。専門は情報組織論、ネットワーク論。教育改革国民会議の委員として、日本におけるコミュニティ・スクールを提唱したことで教育界に広く知られる。

## 来歴
東京都出身。韓国出身の父と東京出身の母を持つ。
政策形成とソーシャルイノベーションプログラム所属。ネットワークコミュニティゼミ主催。
日本テレビ「バンキシャ」のコメンテーター、長野県教育委員、慶應義塾幼稚舎舎長（校長）、慶應義塾大学大学院政策・メディア研究科委員長（2007年10月 - 2009年10月）を歴任。
松岡正剛と親しく、松岡が主催するイベントなどにゲスト参加する事が多い。
門下生に遠藤久夫（国立社会保障・人口問題研究所長）、宮垣元（慶應義塾大学教授）、大上慎吾（一橋大学准教授）、北山聡（東京経済大学准教授）、宮川祥子（慶應義塾大学准教授）、池田信夫（上武大学特任教授）、橋本岳（衆議院議員）などがいる。

## 学歴
- 1961年 - 慶應義塾幼稚舎卒業
- 1964年 - 慶應義塾普通部卒業
- 1867年 - 慶應義塾高等学校卒業
- 1971年 - 慶應義塾大学工学部管理工学科卒業
- 1975年 - アメリカ合衆国スタンフォード大学でPh.D.（オペレーションズ・リサーチ専攻）取得

## 職歴
- 1975年 - ウィスコンシン大学マディソン校経営工学科及び計算機学科助教授、準教授
- 1984年 - 一橋大学商学部助教授
- 1989年 - 一橋大学商学部教授
- 1994年 - 慶應義塾大学大学院政策・メディア研究科教授 兼 総合政策学部教授（1999年4月 - 2002年
- 1999年4月 - 慶應義塾幼稚舎舎長
- 2007年 - 同大学院 政策・メディア研究科委員長（～2009年）
- 2009年 - 慶應義塾大学SFC研究所所長
- 2014年 - 明治大学経営学部特任講師[5]
- 2018年 - 慶應義塾大学名誉教授

## 著作
- 『ネットワーク時代の企業 LANを超えて』日本経済新聞社、1985.4
- 『ネットワーキングへの招待』中公新書、1986.8
- 『空飛ぶフランスパン』筑摩書房、1989.5
- 『<不確実性と情報>入門』岩波セミナーブックス、1990.6
- 『ボランティア もうひとつの情報社会』岩波新書、1992.7
- 『企業の社会貢献活動とは』岩波ブックレット、1993.3
- 『コミュニティ・ソリューション ボランタリーな問題解決にむけて』岩波書店、1999.5
- 『日本で「一番いい」学校 地域連携のイノベーション』 岩波書店 2008.10

### 共編著
- 『ネットワーク組織論』（今井賢一 (経営学者)と共著）岩波書店、1988.1
- 『「つながり」の大研究 電子ネットワーカーたちの阪神淡路大震災』 VCOM編集チーム共編著 日本放送出版協会 1996.7
- 『電縁交響主義 ネットワークコミュニティの出現』NTT出版、1997
- 『ボランタリー経済の誕生 自発する経済とコミュニティ』（松岡正剛、下河辺淳と共著）実業之日本社、1998
- 『弱さ』（中村雄二郎と共著）岩波書店、1999
- 『コミュニティ・スクール構想 学校を変革するために』（渋谷恭子、鈴木寛と共著）岩波書店、2000
- 『eデモクラシーへの挑戦』藤沢市市民電子会議室運営委員会共著、岩波書店、2004
- 『学校評価 情報共有のデザインとツール』ちくま新書（玉村雅敏、久保裕也、木幡敬史と共著）、2005
- 『コミュニティ科学 技術と社会のイノベーション』 玉村雅敏,宮垣元共編著 勁草書房 2009.11
- 『コミュニティのちから “遠慮がちな”ソーシャル・キャピタルの発見』今村晴彦,園田紫乃共編著 慶應義塾大学出版会 2010
- 『社会イノベータへの招待 「変化をつくる」人になる』國領二郎, 厳網林共編 慶應義塾大学出版会 2010

## 論文
- 金子郁容